# Mouigni Baraka Saïd Soilihi
Mouigni Baraka Saïd Soilihi est un homme politique comorien. Il est le gouverneur de l'île autonome de Ngazidja en 2011.
Mouigni Baraka est un douanier de formation. Gouverneur de l'île de Ngazidja le 26 mai 2011 (après une prestation de serment le 23 mai 2011), il sert un mandat de 5 ans.
Il est candidat à l'élection présidentielle de 2016, sous l'étiquette du Rassemblement démocratique des Comores. Il obtient 16 738 voix et arrive deuxième au premier tour, soit 15 % des exprimés. Maintenu au second tour, il appelle à voter pour Mohamed Ali Soilihi. Baraka finit troisième et dernier avec 37 073 voix (18 %), Ali Soilihi deuxième et Azali Assoumani est élu,.
De nouveau candidat en 2019, cette fois-ci en indépendant, il est troisième à l'issue du premier et unique tour, qui voit la réélection d'Azali Assoumani. Il obtient 8 851 voix, soit 6 % des exprimés.
En novembre 2023, Mouigni Baraka Saïd Soilihi déclare officiellement sa candidatures à la présidentielle du 14 janvier 2024.